# Xavier Vela Maggi
Xavier Vela Maggi (Tortosa, 7 d'agost de 1989) és una esportista de rem catalano-brasiler.
Va formar-se en el Centre de Tecnificació de Banyoles i al Club de Rem Tortosa. Mesos abans dels Jocs Olímpics de Rio 2016, va decidir canviar la seva nacionalitat esportiva i competir amb el Brasil, el país del seu pare. Va obtenir la classificació olímpica i va participar en la prova de doble scull. Fent parella amb William Giaretton, va finalitzar el torneig en 14a posició. Un any més tard, els dos van ser bronze en el Campionat del Món de Rem celebrat a Sarasota, Florida.
El seu germà gran, Pau, va seguir-li les pases i l'any 2019 va passar a competir sota bandera brasilera. Ambdós van disputar plegats els Jocs Panamericans d'aquell any a Lima (Perú), on van aconseguir la medalla de plata del dos sense timoner, amb un temps de 6:34,38. Aquell any, van ser escollits com els millors esportistes de la Confederació Brasilera de Rem en la gala del Premi Brasil Olímpic.

## Palmarès
Dos sense masculí (P2-)
- 2017: Medalla de Bronze al Campionat del Món
- 2019: Medalla de Plata als Jocs Panamericans